# Helper
Helper és una població dels Estats Units a l'estat de Utah. Segons el cens del 2000 tenia 2.025 habitants.

## Demografia
Segons el cens del 2000, Helper tenia 2.025 habitants, 814 habitatges, i 559 famílies. La densitat de població era de 436,8 habitants per km².
Dels 814 habitatges en un 31,8% hi vivien nens de menys de 18 anys, en un 51,8% hi vivien parelles casades, en un 11,2% dones solteres, i en un 31,3% no eren unitats familiars. En el 27,6% dels habitatges hi vivien persones soles el 13,9% de les quals corresponia a persones de 65 anys o més que vivien soles. El nombre mitjà de persones vivint en cada habitatge era de 2,44 i el nombre mitjà de persones que vivien en cada família era de 2,97.
Per edats la població es repartia de la següent manera: un 25,5% tenia menys de 18 anys, un 9,1% entre 18 i 24, un 26,1% entre 25 i 44, un 20,9% de 45 a 60 i un 18,4% 65 anys o més.
L'edat mediana era de 39 anys. Per cada 100 dones de 18 o més anys hi havia 93,8 homes.
La renda mediana per habitatge era de 30.052 $ i la renda mediana per família de 37.266 $. Els homes tenien una renda mediana de 32.708 $ mentre que les dones 22.500 $. La renda per capita de la població era de 15.762 $. Entorn de l'11,1% de les famílies i el 12,7% de la població estaven per davall del llindar de pobresa.

## Poblacions més properes
El següent diagrama mostra les poblacions més properes.